# Willem Hendrik de Buisonjé
Willem Hendrik de Buisonjé (Nijmegen, 20 oktober 1878 - Amsterdam, 17 februari 1952) was een Nederlands politicus. Hij was uitgever en redacteur van tijdschriften, zoals het maandblad De Bedrijfsreklame; rond 1913 was hij onderdirecteur van de Wereldbibliotheek. Ook schreef hij verschillende boeken en boekjes over praktische en politieke onderwerpen.
De Buisonjé werd in 1918 in de Tweede Kamer gekozen als afgevaardigde van de Economische Bond. Hij was tevens wethouder van de gemeente Sloten bij Amsterdam. Hij sprak in de Tweede Kamer onder meer bij de behandeling van de Lager-Onderwijswet 1920. Ook speelde hij een dubieuze rol bij de annexatie van Sloten door Amsterdam. Toen de wet ter zake in 1920 door de Tweede Kamer werd behandeld, beweerde de Slotense wethouder De Buisonjé daar, dat de bevolking van het dorp in meerderheid voor was. Een amendement van het christelijke kamerlid Snoeck Henkemans om slechts een stukje van Sloten bij Amsterdam te voegen, werd mogelijk door het betoog van De Buisonjé verworpen. In werkelijkheid was het verzet in Sloten massaal.
Hij moest vrij plotseling de Kamer (en later zelfs het land) verlaten vanwege zakelijke problemen (mislukte speculaties) en een daaruit voortvloeiend faillissement. Hij werd in 1925 bij terugkeer uit Duitsland gearresteerd, maar werd uiteindelijk, op 1 juli 1925, door de rechtbank vrijgesproken van de ten laste gelegde poging tot oplichting. In Duitsland was hij intussen hertrouwd, en onder de Duitse bezetting was hij als redactiechef verbonden aan de nationaalsocialistische Uitgeverij Westland.

## Werken
- Betaal ik te veel belasting? Handleiding voor de berekening van de personeele belasting (met aanvulling van 3 april en 6 december 1909 en een tabel der gemeenten in klassen), vermogensbelasting, en de belasting op bedrĳfs- en andere inkomsten. Almelo, Hilarius, 1909 (vier drukken)
- Ben ik kiezer? Handleiding voor de verkiezingen van afgevaardigden der Tweede Kamer der Staten-Generaal, Provinciale Staten en gemeenteraden. Zeist, Meindert Boogaerdt Jr., 1909 (twee drukken)
- Hoe moet ik een verzoekschrift opstellen? Amsterdam, Wereldbibliotheek, 1915
- Vermakelĳke Ossiade, weergevende de zonderlinge redeneeringen en wonderlĳke ontboezemingen van den zeer machtigen provoost-geweldige heer Samuel Filip van Oss ... met al de wederleggingen en de aanteekeningen, waartoe dezelve aanleiding geven. (Over Samuel Frederik van Oss. Amsterdam, Wereldbibliotheek, 1919 (twee drukken)
- Don Quichote van München [bedoeld is Adolf Hitler. Roman. Naar het onuitgegeven Duitsche manuscript vertaald door W.H. de Buisonjé. Amsterdam, Nederlandsche Keurboekerij, 1933 (twee drukken)

- Biografisch Portaal: 42924666
- Gemeinsame Normdatei: 127659315
- International Standard Name Identifier: 0000 0000 1837 3797
- Nederlandse Thesaurus van Auteursnamen: 068137370
- Parlement.com: vg09lkyy3bvd
- Virtual International Authority File: 20711273
- WorldCat: E39PBJj8Y4Qdtg3cHMgY94V3cP